# Thomas Robinet
Thomas Robinet (Saint-Priest, 18 augustus 1996) is een Frans voetballer die sinds 2023 als spits voor Almere City speelt.

## Clubcarrière

### FC Sochaux
Robinet maakte in het seizoen 2013/14 zijn debuut in het B-elftal van FC Sochaux, dat toen uitkwam in de CFA. Op 31 juli 2015 maakte hij zijn officiële debuut in het eerste elftal van de club: op de eerste competitiespeeldag van de Ligue 2 liet trainer Olivier Echouafni hem tegen Clermont Foot in de 84e minuut invallen voor Karl Toko Ekambi.

### Championnat National
In 2019 verhuisde hij naar derdeklasser FC Villefranche Beaujolais. In zijn debuutseizoen scoorde hij er negen competitiedoelpunten. Het leverde hem een jaar later een transfer op naar reeksgenoot Stade Lavallois. Daar deed hij nog beter: in het seizoen 2020/21 was hij goed voor twaalf doelpunten in de Championnat National. In het seizoen 2021/22 deed hij met achttien competitiedoelpunten in het shirt van LB Châteauroux nóg beter.

### AS Nancy (via KVO)
Op 1 september 2022 kondigde de Belgische eersteklasser KV Oostende aan dat Robinet een vierjarig contract bij hen had ondertekend. De kustclub leende hem evenwel meteen uit aan zusterclub AS Nancy. Nancy eindigde dat seizoen dertiende in de Championnat National, met slechts één punt meer dan eerste zakker Football Bourg-en-Bresse Péronnas 01 – er werd weliswaar een punt afgetrokken na een administratieve fout. Robinet werd dat seizoen met acht competitiedoelpunten clubtopschutter van Nancy. Bijna al zijn goals leverden puntenwinst op: slechts een van de wedstrijden waarin hij scoorde, eindigde in een nederlaag voor Nancy, en in slechts een van die andere wedstrijden hadden de doelpunten van Robinet volstaan voor het uiteindelijke puntengewin. Ondanks de sportieve redding zou Nancy in 2023 normaal gezien naar de Championnat National 2 zijn gedegradeerd, maar uiteindelijk mocht de club in het seizoen 2023/24 toch op het derde Franse niveau blijven voetballen.

### Almere City
Op 10 juli 2023 ondertekende Robinet een contract voor drie jaar bij Almere City FC, de club die dat jaar naar de Eredivisie was gepromoveerd. Op 13 augustus 2023 speelde hij zijn eerste wedstrijd op het hoogste niveau: op de openingsspeeldag van de Eredivisie mocht hij meteen starten tegen FC Twente. Zes dagen later opende hij in de 2-1-competitienederlaag tegen Fortuna Sittard zijn doelpuntenrekening voor Almere City.

## Interlandcarrière
Robinet debuteerde in 2013 als Frans jeugdinternational.